# Cezar Ioan Corâci
Cezar Ioan Corâci (n. 27 ianuarie 1953) este un fost deputat român în legislatura 1996 - 2000, ales în județul Brăila pe listele PNL iar din aprilie 1999 a devenit deputat independent. În cadrul activității sale parlamentare, Cezar Ioan Corâci a fost membru în grupurile parlamentare de prietenie cu Republica Belarus și Republica Italiană.
Cezar Ioan Corâci a deținut postul de asistent universitar în cadrul Universității Politehnica București și a fost președinte al UGIR-1903 (Uniunea Generală a Industriașilor din România 1903).